# 拱辰街道 (莆田市)
拱辰街道是中国福建省莆田市荔城区下辖的一个街道。

## 行政区划
拱辰街道共辖5个居委会及7个行政村：
拱辰社区、畅林社区、濠浦社区、莘郊社区、南郊社区、荔浦村、陡门村、张镇村、西洙村、东阳村、长丰村和七步村。